# Klaviertrio op. 70,2 (Beethoven)
Das Klaviertrio Es-Dur op. 70,2 ist eine kammermusikalische Komposition für Klavier, Violine und Cello von Ludwig van Beethoven und wurde gemeinsam mit dem Klaviertrio op. 70,1 im Jahr 1809 veröffentlicht.

## Entstehung
Die beiden Klaviertrios entstanden in Heiligenstadt bei Wien im Umfeld von Beethovens 5. Sinfonie und 6. Sinfonie.

## Zur Musik

### Erster Satz: Poco sostenuto – Allegro, ma non troppo
Der in Es-Dur stehende Eröffnungssatz beginnt mit einer langsamen, kanonischen Einleitung, die von Musikwissenschaftler Wolfgang Osthoff mit dem Stile antico assoziiert wurde, zumal Beethoven die Einleitung, so Osthoff, im Alla-breve-Takt geplant hatte.
Der langsamen Einleitung folgt in einem fließenden Übergang ein tänzerisches Hauptthema mit einem Einleitungsmotiv, das von Musikkritiker E. T. A. Hoffmann als „Choral“ bezeichnet wurde.
Im folgenden Seitenthema wird das Motiv der Einleitung variiert.
Das Allegro erinnerte E. T. A. Hoffmann an die Sinfonie Nr. 39 von Wolfgang Amadeus Mozart, er bezog dies aber nur auf das Thema, da die weitere Ausführung des Themas im Trio allein auf das Genie Beethovens zurückzuführen sei.

### Zweiter Satz: Allegretto
Statt des sonst üblichen langsamen Satzes erklingt als zweiter Satz des Trios ein Allegretto in C-Dur. Zwei Teile, einer in C-Dur im Stil einer Gavotte und einer in c-Moll, werden einander gegenübergestellt und variiert.
Der c-Moll-Teil hebt sich vom Gavotte-Charakter des C-Dur-Teils dadurch ab, dass nicht Synkopen, sondern Sforzati im Mittelpunkt stehen. Dies verleitete Musikwissenschaftler Alexander Ringer dazu, diesen Satz mit Molières Komödie Der Bürger als Edelmann zu vergleichen.
Beethovens Schüler Carl Czerny zufolge hat Beethoven diesen Satz entworfen, »als er in Ungarn kroatische Musik hörte«.
Wegen des verspielten Charakters dieses Satzes verglich E. T. A. Hoffmann ihn mit den Andante-Sätzen in den Sinfonien Joseph Haydns.

### Dritter Satz: Allegretto, ma non troppo
Der dritte Satz steht in As-Dur und im 3/4-Takt. Von den zwei kantablen Hauptthemen handelt es sich bei dem einen um ein Menuett. Im zweiten Hauptthema wechseln sich Klavier und Streicher ab.
Musikkritiker Johann Friedrich Reichardt schrieb über diesen Satz: »Beethoven spielte ganz meisterhaft, ganz begeistert neue Trios, die er kürzlich gemacht, worin ein so himmlischer kantabeler Satz (im Dreivierteltakt und in As-Dur) vorkam, wie ich von ihm noch nie gehört habe, er hebt und schmilzt mir die Seele, sooft ich dran denke«.

### Vierter Satz: Finale. Allegro
Das in Es-Dur stehende Finale ist von unerwarteten Wechseln geprägt und von verspieltem, humorvollem Charakter.

## Wirkung
Musikkritiker E. T. A. Hoffmann zeigte sich begeistert von den Klaviertrios op. 70. In seiner Rezension in der Allgemeinen musikalischen Zeitung beklagte Hoffmann die »Mode [...], die Musik nur so nebenher zum Vertreiben der Langeweile in der Gesellschaft zu benutzen«, und warnte davor, dass Gelegenheitsmusiker, die nur leichte und gefällige Musik bewältigen könnten, von Beethovens Trios op. 70 überfordert sein könnten.

### Belege
- Harenberg Kulturführer Kammermusik. Brockhaus, Mannheim, 2008, ISBN 978-3-411-07093-0.
- Ares Wolf: Kammermusik für Klavier und Streichinstrumente. In: Sven Hiemke (Hrsg.): Beethoven-Handbuch. Bärenreiter, Kassel 2009, ISBN 978-3-476-02153-3
- Lewis Lockwood: Beethoven: Seine Musik – Sein Leben. Metzler, 2009, ISBN 978-3-476-02231-8. S. 238–241

### Weiterführende Literatur
- Peter Cahn: Zu Beethovens Klaviertrio in Es-Dur Op. 70 Nr. 2, In: Beethovens Klaviertrios, Symposion München, hrsg. von Rudolf Bockholdt und Petra weber-Bockholdt, S. 130–144.
- Wolfgang Osthoff: Die langsamen Einleitungen in Beethovens Klaviertrios (op.1 Nr. 2, op. 121a, op. 70 Nr.2). In: Rudolf Bockholdt und Petra Weber-Bockholdt (Hrsg.): Beethovens Klaviertrios. Symposion München 1990. München 1992. S. 119–129.
- Lothar Schmidt: 2 Klaviertrios D-Dur »Geistertrio« und Es-Dur op. 70. In: Interpretationen. 1994, Band 1, S. 523–531.
- Alexander L. Ringer: Ein »Trio Caracteristico«? Randglossen zu Beethovens op. 70 Nr. 2. In: Annegrit Laubenthal (Hrsg.): Studien zur Musikgeschichte. Eine Festschrift für Ludwig Finscher. Kassel etc. 1995, S. 457–465.